# Ендла (театр)
Теа́тр «Е́ндла» (ест. Endla teater) — театр у місті Пярну, Естонія.

## Історія
Театр заснований у 1911 році з театрального товариства «Ендла».
У 1918 році з балкону театра було проголошено Естонську Республіку.
В роки німецько-радянської війни будівля зазнала значних пошкоджень й пізніше повністю розібрана.
Нова будівля театру була зведена у 1967 році на центральній площі міста. У 2011 році з нагоди 90-річчя театру була проведена великомасштабна перебудова, що включала будівництво нової зали меншого розміру.

## Творча діяльність
Трупа театру складається з 17 акторів і 2 театральних режисерів.
У репертуарі театру драматичні, комедійні й музичні спектаклі.